# Emil Vinjebo
Emil Mielke Vinjebo (Gadstrup, Selandia, 24 de marzo de 1994) es un ciclista danés que fue profesional entre 2016 y 2023.

## Palmarés
2012
- 1 etapa del Regio-Tour

2018
- 1 etapa del Tour de Loir-et-Cher

## Equipos
- Team Giant-Castelli (2016-2017)
- Team ColoQuick (2018)
- Riwal Cycling Team (2019-2020)
  - Riwal Readynez Cycling Team (2019-2020)[2]
  - Riwal Securitas Cycling Team (2020)
- Team Qhubeka NextHash (2021)
- Riwal Cycling Team (2022)
- Leopard TOGT Pro Cycling (2023)